# Nanook
Nanook (en groenlandés, nanoq/nanu; en español, "oso polar") es una banda groenlandesa de rock que canta en groenlandés e inglés.

## Historia
El grupo fue creado por los hermanos Christian y Frederik Elsner de Nanortalik, a los que pertenece el sello discográfico Atlantic Music, junto con sus Padres Ejvind y Marianne, el sello discográfico más importante de Groenlandia. Frederik es además uno de los más exitosos jugadores de bádminton del país.
Los dos hermanos publicaron por primera vez en 2005, con una canción parte de la banda sonora de un cortometraje de Cristian Eisner con el mismo título,  Inuup Tarraa (en español, "Las sombras de un hombre"). La película se mostró en 2007 en el Toronto Worldwide Short Film Festival.
El año siguiente dieron su primer concierto en el Atlantic Music Festival de Nuuk, donde se les unieron Ib Uldum y Martin Zinck del grupo Disko Democratic Republic.
Un año más tarde, los cuatro publicaron su álbum debut, Seqinitta Qinngorpaatit (en español, "Nuestro sol os ilumina"), que había sido grabado en verano en Dinamarca con el productor de música Mik S. Christensen. Durante este tiempo se unió al grupo Mads Røn. En 2010, la sociedad de gestión colectivadanesa, Koda, les dio su premio anual al mejor álbum, que poco después vendería 5000 copias en Groenlandia, llegando a disco de oro.
En 2011 se rodó la película Qaqqat alanngui (en español, "A la sombra de la montaña"), cuya banda sonora contiene dos canciones de Nanook: además de Seqinitta Qinngorpaatit, Ingerlaliinnaleqaagut (en español, "Déjanos desaparecer juntos").
Ese mismo año, el grupo lanzó su segundo álbum, Ai Ai (en español, "Sonido de la alegría"), que alcanzó tras un año y medio el disco de plata. Posteriormente Urdum y Zinck abandonarían el grupo.
En 2012, el grupo lanzó la canción Nilliasa (en español, "Llámalo"), como parte de una campaña de lucha en contra del maltrato infantil.
En 2013 le siguió el lanzamiento de un tercer álbum, Nanook, en Mermaid Records, un sello de Dinamarca, que contiene canciones ya publicadas anteriormente retocadas. A la vez se grabó un concierto del grupo en forma de película y un documental acompañándolo.
Un año después publicaron su siguiente álbum, Pissaaneqaqisut (en español, "Los poderosos"), esta vez de nuevo en el sello de la familia. También este álbum fue premiado por Koda en 2015.
En 2016 Nanook se convirtió en el primer grupo groenlandés en publicar un álbum en Japón. Ai contenía diversos sencillos de álbumes anteriores y una canción nueva con traducción al japonés.
El grupo ha actuado en Groenlandia, Dinamarca, Islandia, Noruega, las islas Feroe, Estados Unidos, Canadá y Japón, y ha vendido 15000 discos. Además, varias de sus canciones han sido utilizadas para la serie de televisión Flying Wild Alaska del canal Discovery Channel.

## Discografía

### Álbumes
- 2009: Seqinitta Qinngorpaatit
- 2011: Ai Ai
- 2013: Nanook
- 2014: Pissaaneqaqisut
- 2016: Ai

### Sencillos
- 2009: Kisimiinneq
- 2009: Meeraq Kingulleq
- 2009: Piiginnakkit
- 2009: Qummut Isigaarq
- 2009: Seqinitta Qinngorpatit
- 2009: Sikkerpoq
- 2009: Sivittorpormi
- 2009: Tarniga Piareerpoq
- 2009: Timmissat Taartut
- 2011: Ai Ai
- 2011: Akimut Ersittut
- 2011: Inuinnaagavit
- 2011: Kuserpalaaq
- 2011: Nuiuarput
- 2011: Pinngorpoq
- 2011: Pinngortitaq
- 2011: Sivisunngilaq
- 2011: Ungasikkavit
- 2011: Unneqqarinneq
- 2012: Black Out
- 2013: Ingerlaliinnaleqaagut
- 2013: Night Sweats
- 2014: Big Night Out
- 2014: Growing Limbs
- 2014: I Love U
- 2014: Magic
- 2014: Nanook
- 2014: Outsider
- 2014: Random Access
- 2014: Sugar Smacks You’re Fired
- 2014: The Experience
- 2014: White Light